# 颱風愛茜 (1969年)
颱風艾爾西（英語：Typhoon Elsie）為1969年太平洋颱風季的熱帶氣旋之一。是1969年太平洋台风季中最強的热带气旋。

## 气象历史
艾爾西於1969年9月20日上午8時增強為輕度颱風，並偏西移動。次日即增強為中度颱風。22日8時颱風中心位於北緯16.5度東經151.6度，中心附近最大風速每秒45公尺，中心氣壓940百帕。24日8時颱風移到北緯19.9度東經138.0度，中心氣壓降至896百帕，風速達每秒70公尺，24日14時氣壓降至890百帕，暴風半徑廣達500公里，為颱風生命最盛時期。25日晚上8時颱風中心到達北緯23度東經129度，以每小時22公里速度向西北西移動，中心氣壓回升至918百帕。26日上午8時颱風中心氣壓930百帕，風速每秒60公尺。愛茜於26日午夜於宜蘭、花蓮之間登陸。27日上午8時自新竹附近出海，下午2時自福建登陸，隨即減弱消失。

## 影響

### 臺灣
- 當地評定巔峰強度分級：（CWB）
- 當地評定最大持續風速：65每秒（126節；230每小時）（一分鐘）
- 當地發布之颱風警報：海上陸上颱風警報

愛茜侵台期間，全台各地累積雨量以花蓮的287.9公釐最多，過境期間造成全台灣慘重災情，共造成72人死亡，失蹤18人，輕重傷318人，房屋全倒高達13,573間、半倒22,470間。颱風更造成台東縣卑南鄉大南村（達魯瑪克部落，災後遷村並改名東興村）大火，焚毀房屋156戶，36人被燒死，55人受傷。此外全台農業損失也相當嚴重。

## 熱帶氣旋警告使用記錄

### 臺灣
| 中央氣象局 颱風警報 | 中央氣象局 颱風警報 | 中央氣象局 颱風警報 |
| ------------------- | ------------------- | ------------------- |
| 上一熱帶氣旋        | 海上颱風警報        | 下一熱帶氣旋        |
| 強烈颱風寇拉        | 海上颱風警報        | 中度颱風芙勞西      |
| 強烈颱風寇拉        | 陸上颱風警報        | 中度颱風芙勞西      |